# Združeno kraljestvo Velike Britanije in Severne Irske
Združeno kraljestvo Velike Britanije in Severne Irske (tudi Združeno kraljestvo Velika Britanija in Severna Irska; angleško United Kingdom of Great Britain and Northern Ireland) obsega dežele: Anglijo, Škotsko in Wales na otoku Velika Britanija in Severno Irsko. Leži v neposredni bližini severozahodne obale celinske Evrope, obkrožajo pa ga Severno morje, Rokavski preliv, Keltsko morje, Irsko morje ter odprt Atlantski ocean. Pod suverenostjo Združenega kraljestva je tudi 14 Britanskih čezmorskih ozemelj. Kronske odvisnosti imajo z Združenim kraljestvom poseben odnos, saj niso njegov del, ampak spadajo neposredno pod britansko krono. Kralj Združenega kraljestva je obenem tudi kralj več drugih nekdanjih britanskih kolonij, zdaj suverenih monarhij, ki so v personalni uniji z njim: Kanade, Avstralije, Nove Zelandije, Papue Nove Gvineje, Jamajke, poleg njih pa še več manjših državic v Srednji Ameriki (Belize) oz. Karibih (Antigva in Barbuda, Bahami, Saint Kitts and Nevis/Sveti Krištof in Nevis, Sveti Vincenc in Grenadini, Salomonovi otoki, Sveta Lucija) ter Tuvalu v Polineziji.

## Zgodovina
Škotska in Anglija sta obstajali vsaka zase kot enotni entiteti od 10. stoletja dalje. Wales je bil pod nadzorom Anglije od leta 1284 dalje (glej Statute of Rhuddlan) in je z Listino o uniji 1536 postal del Kraljevine Anglije. 
Kralj Karel I. je leta 1649 izgubil vojno s parlamentom in bil obglavljen. Med letoma 1649 in 1660 je sledilo obdobje medvladja: Anglija je postala republika (The Commonwealth of England), ki jo je v letih 1653 do 1658 vodil Oliver Cromwell, nato pa za kratek čas njegov sin, Richard Cromwell. Leta 1660 je kraljevino obnovil kralj Karel II., ki mu je leta 1685 sledil Jakob II. Slavna revolucija leta 1688 ga je pregnala brez prelivanja krvi. Nato so si sledili na prestolu Viljem III. leta 1689, Ana leta 1702 in Jurij I. leta 1714. Leta 1707 sta se združili Anglija in Škotska. Sprejeli so številne odloke in listine, ki so uvedli ločitev treh vej oblasti ter uveljavili pravice državljanov in omejili oblast vladarja.
Z listino o uniji iz leta 1707 sta se Anglija in Škotska, ki sta že od leta 1603 imeli skupnega monarha, dogovorili za trajno zvezo, imenovano »Kraljevina Velika Britanija«. Do združitve je prišlo v času, ko je bila Škotska na robu gospodarskega zloma, zato ni uživala podpore širšega prebivalstva. Listina o uniji 1800 je v skupno državo z imenom »Združeno kraljestvo Velike Britanije in Irske« združila Kraljevino Veliko Britanijo s Kraljevino Irsko – slednja je postopno prehajala pod angleški nadzor med letoma 1169 in 1691. Tudi ta združitev na Irskem ni bila priljubljena, saj je do nje prišlo neposredno po neuspeli združeni irski vstaji leta 1798. Tako kot pri združitvi leta 1707 je bil nereprezentativen parlament podkupljen in prisiljen v lastno razpustitev. Leta 1922 je bila po trpkih bojih, katerih posledice se čutijo še danes, z anglo-irskim sporazumom Irska razdeljena na dva dela: samostojno Republiko Irsko ter Severno Irsko. Skladno z določili sporazuma je Severna Irska, ki jo sestavlja šest od devetih grofij irske province Ulster, nemudoma optirala za izstop iz neodvisne države in ostala del Združenega kraljestva. Uradno je bilo ime spremenjeno v »Združeno kraljestvo Velike Britanije in Severne Irske« leta 1927, s čimer je bil priznan odhod večjega dela Irske iz te državne zveze.
Združeno kraljestvo, dominantna industrijska in pomorska sila 19. stoletja, je ob znatnem prispevku k napredku svetovne književnosti in znanosti igralo vodilno vlogo pri razvoju zahodnjaških pojmov lastnine, svobode, kapitalizma in parlamentarne demokracije. V času svojega največjega obsega se je Britanski imperij raztezal prek četrtine površine kopnega. V prvi polovici 20. stoletja se je Združeno kraljestvo močno izčrpalo v dveh svetovnih vojnah, druga polovica tega stoletja pa je prinesla razpad imperija in prestrukturiranje v sodobno evropsko državo.
Združeno kraljestvo je previdno pri tehtanju stopnje svoje integracije s celinsko Evropo. Kljub članstvu v Evropski uniji se zaradi notranjepolitičnih razlogov in vladine presoje gospodarskih pogojev ni odločilo za prevzem skupne valute evro. Druga odprta tema je ustavna reforma. Lordska zbornica je že dlje časa predmet reform, leta 1999 pa je Škotska ponovno izvolila svoj parlament. Istega leta sta bili vzpostavljeni tudi skupščini Walesa in Severne Irske. Po raziskavah javnega mnenja večina prebivalstva navkljub nedavnim kontroverznostim močno podpira monarhijo, saj ob 10 % neopredeljenih podpira Britansko republikansko gibanje le 15-25 % prebivalstva.
Združeno kraljestvo je član Skupnosti narodov, skupnosti držav, nastalih na ozemlju nekdanjega Britanskega imperija, ter zveze NATO. Je tudi stalni član varnostnega sveta OZN z možnostjo veta in ena izmed manj kot 20 jedrskih sil na svetu.

## Upravna delitev

### Tradicionalne grofije Združenega kraljestva
Te grofije imajo le zgodovinski pomen, uporabljajo se npr. pri poštnih naslovih ali pri geografski oz. regionalni pripadnosti. Večina od njih ima v svojem imenu sestavino -shire, ki pomeni 'grofija'. Za administrativno in politično ureditev je država razdeljena drugače.

#### Anglija
Anglija je tradicionalno razdeljena na 39 grofij (angleško counties), in sicer:
| 1. Bedfordshire 2. Berkshire 3. Buckinghamshire 4. Cambridgeshire 5. Cheshire (County of Chester) * 6. Cornwall 7. Cumberland 8. Derbyshire 9. Devon 10. Dorset 11. County Durham * 12. Essex 13. Gloucestershire 14. Hampshire † 15. Herefordshire 16. Hertfordshire 17. Huntingdonshire 18. Kent 19. Lancashire (County of Lancaster) * 20. Leicestershire | Zemljevid zgodovinskih grofij Anglije | 1. Lincolnshire 2. Middlesex 3. Norfolk 4. Northamptonshire 5. Northumberland 6. Nottinghamshire 7. Oxfordshire 8. Rutland 9. Shropshire (County of Salop) 10. Somerset 11. Staffordshire 12. Suffolk 13. Surrey 14. Sussex 15. Warwickshire 16. Westmorland 17. Wiltshire 18. Worcestershire 19. Yorkshire * = grofijski palatin † = znana tudi kot Grofija Southampton ali Southamptonshire |

#### Škotska
Na Škotskem od 1890 to 1975 tradicionalno obstaja 33 grofij:
| Grofije Škotske od 1890 do 1975 | Grofije Škotske od 1890 do 1975 |
| --- | ------------------------------- |
| 1. Caithness 2. Sutherland 3. Ross in Cromarty 4. Inverness 5. Nairn 6. Moray (Grofija Elgin od 1918) 7. Banffshire 8. Aberdeen 9. Kincardineshire 10. Angus (Grofija Forfar od 1928) 11. Perth 12. Argyll 13. Bute 14. Ayr 15. Renfrew 16. Dunbarton 17. Stirling 18. Clackmannan 19. Kinross 20. Fife 21. East Lothian (Grofija Haddington od 1921) 22. Midlothian (Grofija Edinburgh od 1890) 23. West Lothian (Grofija Linlithgow od 1924) 24. Lanark 25. Peebles 26. Selkirk 27. Berwick 28. Roxburgh 29. Dumfries 30. Kirkcudbright 31. Wigtown 32. Zetland (Shetland) 33. Orkney |                                 |

#### Wales
Wales je razdeljen na 13 tradicionalnih grofij:
- Anglesey
- Brecknockshire
- Caernarvonshire
- Cardiganshire
- Carmarthenshire
- Denbighshire
- Flintshire
- Glamorganshire
- Merionethshire
- Monmouthshire
- Montgomeryshire
- Pembrokeshire
- Radnorshire

Imena so v originalnem jeziku.

#### Severna Irska
Tradicionalnih grofij na Severnem Irskem je 6 (to je 6 grofij, ki so se odločile ostati v Združenem kraljestvu ob osamosvojitvi Irske):
- County Antrim
- County Armagh
- County Down
- County Fermanagh
- County Londonderry / Derry
- County Tyrone

Imena so v originalnem jeziku.

### Namestniška ozemlja Združenega kraljestva
Združeno kraljestvo je razdeljeno na 99 namestniških ozemelj (angleško Lieutenancy areas). Vsako je dodeljeno enemu locum tenensu (angleško Lord Lieutenant), ki predstavlja britanskega monarha na tem ozemlju in mu zanj odgovarja. V Angliji se ta ozemlja imenujejo ceremonialne grofije (angleško Ceremonial counties), na Škotskem namestniška ozemlja Škotske (angleško Lieutenancy areas of Scotland), v Walesu ohranjene grofije Walesa (angleško Preserved counties of Wales) in na Severnem Irskem šest grofij in dve mesti (angleško Six counties and two former county boroughs). Ta razdelitev je zgolj formalna in se uporablja le za namene monarhije.

#### Anglija
V Angliji namestniška ozemlja sovpadajo s tradicionalnimi grofijami.

#### Škotska
Na Škotskem je 35 namestniških ozemelj:
| namestniška ozemlja Škotske | namestniška ozemlja Škotske |
| --- | --------------------------- |
| 1. Aberdeen 2. Aberdeenshire 3. Angus 4. Argyll and Bute 5. Ayrshire and Arran 6. Banffshire 7. Berwickshire 8. Caithness 9. Clackmannanshire 10. Dumfries 11. Dunbartonshire 12. Dundee 13. East Lothian 14. Edinburgh 15. Fife 16. Glasgow 17. Inverness 18. Kincardineshire 19. Lanarkshire 20. Midlothian 21. Moray 22. Nairn 23. Perth and Kinross 24. Renfrewshire 25. Ross and Cromarty 26. Roxburgh, Ettrick and Lauderdale 27. Stirling and Falkirk 28. Sutherland 29. The Stewartry of Kirkcudbright 30. Tweeddale 31. West Lothian 32. Western Isles 33. Wigtown Ni prikazano: - Orkney - Shetland |                             |

#### Wales
V Walesu je 8 namestniških ozemelj:
| namestniška ozemlja Walesa                                                                           | namestniška ozemlja Walesa |
| --- | -------------------------- |
| 1. Gwent 2. South Glamorgan 3. Mid Glamorgan 4. West Glamorgan 5. Dyfed 6. Powys 7. Gwynedd 8. Clwyd |                            |

#### Severna Irska
Na Severnem Irskem namestniška ozemlja sovpadajo s tradicionalnimi grofijami, mesti Belfast in Londonderry / Derry pa sta posebni namestniški ozemlji, tako jih je skupaj osem.

### Administrativna območja
Razdelitev, ki se uporablja za administrativne in politične namene ter lokalno samoupravo, je veliko bolj zapletena. Vsaka izmed štirih dežel ima posebno ureditev, ki pogosto delno izhaja iz tradicionalnih grofij.

#### Anglija
Anglija je razdeljena na devet regij (prva raven razdelitve, angleško regions). Ena izmed regij je Veliki London, ki je razdeljena na 33 enot: 32 londonskih grofij (angleško boroughs) in City of London, ki je posebna politična enota sui generis. 
Ostalih osem regij je razdeljenih na mestne grofije (angleško Metropolitan Counties), ne-mestne grofije (Non-Metropolitan Counties) in unitarne oblasti (druga raven razdelitve, angleško metropolitan and non-metropolitan boroughs, angleško unitary authorities). Grofije so še naprej razdeljene na okrožja (tretja raven razdelitve, angleško districts), ta pa na civilne župnije (četrta raven razdelitve, angleško civil parishes). Unitarne oblasti so razdeljene neposredno na civilne župnije (brez vmesne delitve na območja). Civilne župnije so tudi najmanjša možna enota lokalne samouprave.
- 9 regij
  - London
    - 32 londonskih grofij
    - City of London

  - ostalih 8 regij
    - 6 mestnih grofij
      - 36 mestnik okrožij
        - civilne župnije

    - 27 ne-mestnih grofij
      - 201 ne-mestnih okrožij
        - civilne župnije

    - 56 unitarnih oblasti
      - civilne župnije

#### Škotska
Škotska je razdeljena na 32 unitarnih oblasti (angleško unitary authorities), ki jih sestavljajo civilne župnije.

#### Wales
Wales je sestavljen iz 22 unitarnih oblasti, od tega je 10 posebnih grofij (angleško county boroughs), 9 grofij (angleško counties) in 3 mesta (angleško cities).
Je najmanj razvita izmed držav, ki sestavljajo Veliko Britanijo.

#### Severna Irska
Sestavljena je iz 26 unitarnih oblasti, od tega 9 okrožij (angleško districts), 13 grofij (angleško boroughs) in 4 mesta (angleško cities).